# Platycaulos compressus
Platycaulos compressus är en gräsväxtart som först beskrevs av Christen Friis Rottbøll, och fick sitt nu gällande namn av Hans Peter Linder. Platycaulos compressus ingår i släktet Platycaulos och familjen Restionaceae. Inga underarter finns listade i Catalogue of Life.